# Valeryj Hramyka
Valeryj Iharavič Hramyka (in bielorusso Валерый Ігаравіч Грамыка?; in russo Валерий Игоревич Громыко?, trasl. Valerij Igorevič Gromyko; trasl. angl. Valeriy Gromyko; Minsk, 23 gennaio 1997) è un calciatore bielorusso, centrocampista del Qairat e della nazionale bielorussa.

## Caratteristiche tecniche
È un trequartista.

## Carriera

### Club
Cresciuto nel settore giovanile del Minsk, ha esordito in prima squadra l'11 maggio 2015 disputando l'incontro di Vyšėjšaja Liha perso 3-0 contro la Dinamo Minsk. Con il club della capitale ha disputato tre stagioni collezionando 78 presenze, prima di trasferirsi allo Šachcër Salihorsk.
Il 4 gennaio 2020 è stato acquistato dai russi dell'Arsenal Tula.

### Nazionale
Ha giocato nelle nazionali giovanili bielorusse Under-19 ed Under-21.
L'8 giugno 2019 ha debuttato con la nazionale maggiore bielorussa disputando l'incontro di qualificazione per Euro 2020 perso 2-0 contro la Germania.

## Statistiche
Statistiche aggiornate al 5 gennaio 2020.

### Presenze e reti nei club
| Stagione                 | Squadra                  | Campionato               | Campionato | Campionato | Coppe nazionali | Coppe nazionali | Coppe nazionali | Coppe continentali | Coppe continentali | Coppe continentali | Altre coppe | Altre coppe | Altre coppe | Totale | Totale | Totale |
| Stagione                 | Squadra                  | Comp                     | Pres       | Reti       | Comp            | Pres            | Reti            | Comp               | Pres               | Reti               | Comp        | Pres        | Reti        | Pres   | Reti   |        |
| ------------------------ | ------------------------ | ------------------------ | ---------- | ---------- | --------------- | --------------- | --------------- | ------------------ | ------------------ | ------------------ | ----------- | ----------- | ----------- | ------ | ------ | ------ |
| 2015                     | Minsk                    | VL                       | 19         | 1          | CB              | 6               | 0               |                    | -                  | -                  |             | -           | -           | 25     | 1      |        |
| 2016                     | Minsk                    | VL                       | 24         | 0          | CB              | 4               | 0               |                    | -                  | -                  |             | -           | -           | 28     | 0      |        |
| 2017                     | Minsk                    | VL                       | 24         | 3          | CB              | 1               | 0               |                    | -                  | -                  |             | -           | -           | 25     | 3      |        |
| Totale Minsk             | Totale Minsk             | Totale Minsk             | 67         | 4          |                 | 11              | 0               |                    | -                  | -                  |             | -           | -           | 78     | 4      |        |
| 2018                     | Šachcër Salihorsk        | VL                       | 9          | 0          | CB              | 6               | 1               | UEL                | 0                  | 0                  |             | -           | -           | 15     | 1      |        |
| 2019                     | Šachcër Salihorsk        | VL                       | 10         | 4          | CB              | 1               | 0               | UEL                | 3                  | 1                  |             | -           | -           | 14     | 5      |        |
| Totale Šachcër Salihorsk | Totale Šachcër Salihorsk | Totale Šachcër Salihorsk | 19         | 4          |                 | 7               | 1               |                    | 3                  | 1                  |             | -           | -           | 29     | 6      |        |
| Totale carriera          | Totale carriera          | Totale carriera          | 86         | 8          |                 | 18              | 1               |                    | 3                  | 1                  |             | -           | -           | 107    | 10     |        |

### Cronologia presenze e reti in nazionale
| Cronologia completa delle presenze e delle reti in nazionale ― Bielorussia | Cronologia completa delle presenze e delle reti in nazionale ― Bielorussia | Cronologia completa delle presenze e delle reti in nazionale ― Bielorussia | Cronologia completa delle presenze e delle reti in nazionale ― Bielorussia | Cronologia completa delle presenze e delle reti in nazionale ― Bielorussia | Cronologia completa delle presenze e delle reti in nazionale ― Bielorussia | Cronologia completa delle presenze e delle reti in nazionale ― Bielorussia | Cronologia completa delle presenze e delle reti in nazionale ― Bielorussia |
| Data                                                                       | Città                                                                      | In casa                                                                    | Risultato                                                                  | Ospiti                                                                     | Competizione                                                               | Reti                                                                       | Note                                                                       |
| -------------------------------------------------------------------------- | -------------------------------------------------------------------------- | -------------------------------------------------------------------------- | -------------------------------------------------------------------------- | -------------------------------------------------------------------------- | -------------------------------------------------------------------------- | -------------------------------------------------------------------------- | -------------------------------------------------------------------------- |
| 8-6-2019                                                                   | Barysaŭ                                                                    | Bielorussia                                                                | 0 – 2                                                                      | Germania                                                                   | Qual. Euro 2020                                                            | -                                                                          | 57’                                                                        |
| 11-10-2020                                                                 | Vilnius                                                                    | Lituania                                                                   | 2 – 2                                                                      | Bielorussia                                                                | UEFA Nations League 2020-2021 - 1º turno                                   | -                                                                          | 20’ 57’                                                                    |
| 26-3-2022                                                                  | Madinat 'Isa                                                               | India                                                                      | 0 – 3                                                                      | Bielorussia                                                                | Amichevole                                                                 | 1                                                                          | 86’                                                                        |
| 29-3-2022                                                                  | Riffa                                                                      | Bahrein                                                                    | 0 – 1                                                                      | Bielorussia                                                                | Amichevole                                                                 | -                                                                          | 81’                                                                        |
| 6-6-2022                                                                   | Novi Sad                                                                   | Bielorussia                                                                | 0 – 0                                                                      | Azerbaigian                                                                | UEFA Nations League 2022-2023 - 1º turno                                   | -                                                                          | 62’                                                                        |
| 10-6-2022                                                                  | Novi Sad                                                                   | Bielorussia                                                                | 1 – 1                                                                      | Kazakistan                                                                 | UEFA Nations League 2022-2023 - 1º turno                                   | -                                                                          | 46’                                                                        |
| 13-6-2022                                                                  | Mərdəkan                                                                   | Azerbaigian                                                                | 2 – 0                                                                      | Bielorussia                                                                | UEFA Nations League 2022-2023 - 1º turno                                   | -                                                                          | 57’                                                                        |
| 22-9-2022                                                                  | Astana                                                                     | Kazakistan                                                                 | 2 – 1                                                                      | Bielorussia                                                                | UEFA Nations League 2022-2023 - 1º turno                                   | -                                                                          | 76’                                                                        |
| 25-9-2022                                                                  | Bačka Topola                                                               | Slovacchia                                                                 | 1 – 1                                                                      | Bielorussia                                                                | UEFA Nations League 2022-2023 - 1º turno                                   | -                                                                          | 39’                                                                        |
| 17-11-2022                                                                 | Dubai                                                                      | Siria                                                                      | 0 – 1                                                                      | Bielorussia                                                                | Amichevole                                                                 | -                                                                          | 68’                                                                        |
| 20-11-2022                                                                 | al-'Ayn                                                                    | Oman                                                                       | 2 – 0                                                                      | Bielorussia                                                                | Amichevole                                                                 | -                                                                          | 46’                                                                        |
| 12-10-2023                                                                 | Budapest                                                                   | Bielorussia                                                                | 0 – 0                                                                      | Romania                                                                    | Qual. Euro 2024                                                            | -                                                                          | 83’                                                                        |
| 18-11-2023                                                                 | Budapest                                                                   | Bielorussia                                                                | 1 – 0                                                                      | Andorra                                                                    | Qual. Euro 2024                                                            | -                                                                          | 63’                                                                        |
| 21-3-2024                                                                  | Boztepe                                                                    | Montenegro                                                                 | 2 – 0                                                                      | Bielorussia                                                                | Amichevole                                                                 | -                                                                          | 76’                                                                        |
| 26-3-2024                                                                  | Ta' Qali                                                                   | Malta                                                                      | 0 – 0                                                                      | Bielorussia                                                                | Amichevole                                                                 | -                                                                          | 59’                                                                        |
| 7-6-2024                                                                   | Minsk                                                                      | Bielorussia                                                                | 0 – 4                                                                      | Russia                                                                     | Amichevole                                                                 | -                                                                          | 37’ 59’                                                                    |
| 11-6-2024                                                                  | Budapest                                                                   | Bielorussia                                                                | 0 – 4                                                                      | Israele                                                                    | Amichevole                                                                 | -                                                                          | 46’                                                                        |
| 8-9-2024                                                                   | Lussemburgo                                                                | Lussemburgo                                                                | 0 – 1                                                                      | Bielorussia                                                                | UEFA Nations League 2024-2025 - 1º turno                                   | 1                                                                          | 67’                                                                        |
| 15-10-2024                                                                 | Zalaegerszeg                                                               | Bielorussia                                                                | 1 – 1                                                                      | Lussemburgo                                                                | UEFA Nations League 2024-2025 - 1º turno                                   | -                                                                          | 60’                                                                        |
| 15-11-2024                                                                 | Belfast                                                                    | Irlanda del Nord                                                           | 2 – 0                                                                      | Bielorussia                                                                | UEFA Nations League 2024-2025 - 1º turno                                   | -                                                                          | 68’ 72’                                                                    |
| 18-11-2024                                                                 | Sofia                                                                      | Bulgaria                                                                   | 1 – 1                                                                      | Bielorussia                                                                | UEFA Nations League 2024-2025 - 1º turno                                   | -                                                                          | 59’                                                                        |
| 20-3-2025                                                                  | Dušanbe                                                                    | Tagikistan                                                                 | 0 – 5                                                                      | Bielorussia                                                                | Amichevole                                                                 | -                                                                          | cap. 61’                                                                   |
| 25-3-2025                                                                  | Masazır                                                                    | Azerbaigian                                                                | 0 – 2                                                                      | Bielorussia                                                                | Amichevole                                                                 | -                                                                          | 46’                                                                        |
| 5-6-2025                                                                   | Barysaŭ                                                                    | Bielorussia                                                                | 4 – 1                                                                      | Kazakistan                                                                 | Amichevole                                                                 | 1                                                                          | 58’                                                                        |
| 10-6-2025                                                                  | Minsk                                                                      | Bielorussia                                                                | 1 – 4                                                                      | Russia                                                                     | Amichevole                                                                 | -                                                                          | 63’ 67’                                                                    |
| Totale                                                                     |                                                                            | Presenze                                                                   | 25                                                                         |                                                                            | Reti                                                                       | 3                                                                          |                                                                            |

## Palmarès

### Club

#### Competizioni nazionali
- Coppa di Bielorussia: 1

Šachcër Salihorsk 2018-2019
- Campionato kazako: 1

Qaırat: 2024
- Supercoppa del Kazakistan: 1

Qaırat: 2025